# Sénat Wowereit IV
Ville-Land de Berlin
Wowereit III Müller I
Le sénat Wowereit IV (en allemand : Senat Wowereit IV) est le gouvernement de la ville-Land de Berlin entre le 24 novembre 2011 et le 11 décembre 2014, durant la dix-septième législature de la Chambre des députés.

## Coalition et historique
Dirigé par le bourgmestre-gouverneur social-démocrate sortant Klaus Wowereit, ce sénat est constitué et soutenu par une « grande coalition » entre le Parti social-démocrate d'Allemagne (SPD) et l'Union chrétienne-démocrate d'Allemagne (CDU). Ensemble, ils disposent de 86 députés sur 149, soit 57,7 % des sièges de la Chambre des députés.
Il est formé à la suite des élections législatives locales du 18 septembre 2011 et succède au sénat Wowereit III, constitué et soutenu par une coalition rouge-rouge entre le SPD et Die Linke. Au cours du scrutin, les deux partenaires de la majorité sortante perdent quelques sièges, mais ce recul est suffisant pour les rendre minoritaires. Klaus Wowereit entame alors des négociations avec l'Alliance 90 / Les Verts (Grünen), mais finit par se tourner vers la CDU pour constituer une nouvelle coalition.
Le 26 août 2014, Wowereit annonce qu'il remettra sa démission le 11 décembre suivant. Lors d'un vote organisé le 18 octobre, les adhérents du SPD lui choisissent comme successeur son adjoint, Michael Müller, contre le président du groupe parlementaire Raed Saleh et le président régional du parti Jan Stöß.
Müller est investi le 11 décembre et forme aussitôt son propre gouvernement.

## Composition
- Les nouveaux sénateurs sont indiqués en gras, ceux ayant changé d'attributions en italique.

| Portefeuille                                                      | Titulaire | Titulaire                                                                              | Parti |
| ----------------------------------------------------------------- | --------- | -------------------------------------------------------------------------------------- | ----- |
| Bourgmestre-gouverneur                                            |           | Klaus Wowereit                                                                         | SPD   |
| Bourgmestre Sénateur au Développement urbain et à l'Environnement |           | Michael Müller                                                                         | SPD   |
| Bourgmestre Sénateur à l'Intérieur et aux Sports                  |           | Frank Henkel                                                                           | CDU   |
| Sénatrice à l'Économie, à la Technologie et à la Recherche        |           | Sybille von Obernitz (jusqu'au 11/09/2012)                                             | Sans  |
| Sénatrice à l'Économie, à la Technologie et à la Recherche        |           | Cornelia Yzer (à partir du 27/09/2012)                                                 | CDU   |
| Sénatrice à l'Éducation, à la Jeunesse et à la Science            |           | Sandra Scheeres                                                                        | SPD   |
| Sénateur aux Finances                                             |           | Ulrich Nußbaum                                                                         | Sans  |
| Sénateur à la Santé et aux Affaires sociales                      |           | Mario Czaja                                                                            | CDU   |
| Sénatrice au Travail, à l'Intégration et aux Femmes               |           | Dilek Kolat                                                                            | SPD   |
| Sénateur à la Justice et à la Protection des consommateurs        |           | Michael Braun (de) jusqu'au 12 décembre 2011 Thomas Heilmann depuis le 12 janvier 2012 | CDU   |